# Cevizlibelen, Bahçesaray
Cevizlibelen là một xã thuộc thành phố Bahçesaray, tỉnh Van, Thổ Nhĩ Kỳ. Dân số thời điểm năm 2011 là 1.318 người.